# ایمای سوکیو
ایمای سوکیو (به ژاپنی: 今井 宗久 Imai Sōkyū)؛ (تاریخ ورودی نامعتبر است – ۳۱ اوت ۱۵۹۳) یک بازرگان اهل ژاپن بود.